# Belgian American Football League 2014
Het seizoen 2014-'15 is de 28e editie van de Belgische hoogste klasse van de Belgian Football League (BFL).

## Regulier seizoen
| FAFL | FAFL  | FAFL                                                                | FAFL                           | FAFL                                                                 |
| Week | Datum | Bezoekers                                                           | Uitslag                        | Thuis                                                                |
| ---- | ----- | ------------------------------------------------------------------- | ------------------------------ | -------------------------------------------------------------------- |
| 1    | 09-02 | Brussels Black Angels Antwerp Diamonds                              | 14 - 28 9 - 20                 | Ghent Gators Limburg Shotguns                                        |
| 2    | 23-02 | Limburg Shotguns Ghent Gators Leuven Lions Puurs Titans             | 0 - 26 14 - 0 21 - 7 0 - 33    | Brussels Black Angels Brussels Bulls Antwerp Diamonds Ostend Pirates |
| 3    | 09-03 | Brussels Black Angels Antwerp Diamonds Brussels Bulls Izegem Tribes | 28 - 13 0 - 18 38 - 0 8 - 30   | Leuven Lions Puurs Titans Limburg Shotguns Ghent Gators              |
| 4    | 23-03 | Limburg Shotguns Ostend Pirates Puurs Titans Izegem Tribes          | 6 - 56 14 - 20 14 - 13 14 - 44 | Ghent Gators Brussels Black Angels Brussels Bulls Leuven Lions       |
| 5    | 06-04 | Leuven Lions Limburg Shotguns Puurs Titans Ostend Pirates           | 5 - 14 13 - 13 7 - 28 36 - 12  | Brussels Bulls Izegem Tribes Brussels Black Angels Antwerp Diamonds  |
| 6    | 20-04 | Brussels Black Angels Brussels Bulls Ghent Gators Izegem Tribes     | 47 - 3 20 - 14 34 - 0 16 - 26  | Antwerp Diamonds Ostend Pirates Leuven Lions Puurs Titans            |
| 7    | 04-05 | Brussels Bulls Izegem Tribes Limburg Shotguns Ghent Gators          | 0 - 14 19 - 15 28 - 6 22 - 25  | Brussels Black Angels Antwerp Diamonds Puurs Titans Ostend Pirates   |
| 8    | 18-05 | Leuven Lions Puurs Titans Antwerp Diamonds Ostend Pirates           | 19 - 11 6 - 56 0 - 56 12 - 8   | Limburg Shotguns Ghent Gators Brussels Bulls Izegem Tribes           |
| 9    | 25-05 | Ostend Pirates Brussels Bulls                                       | 21 - 0 14 - 12                 | Leuven Lions Izegem Tribes                                           |
| 10   | 01-06 | Puurs Titans Ostend Pirates Izegem Tribes Antwerp Diamonds          | 6 - 46 41 - 2 0 - 50 6 - 48    | Leuven Lions Limburg Shotguns Brussels Black Angels Ghent Gators     |

## Klassement
| Ghent Gators          | 7 | 0 | 1 | .870 | 288 | 65  | W2 |
| Brussels Black Angels | 7 | 0 | 1 | .870 | 227 | 66  | W7 |
| Ostend Pirates        | 6 | 0 | 2 | .750 | 196 | 84  | W4 |
| Brussels Bulls        | 5 | 0 | 3 | .620 | 155 | 73  | W2 |
| Leuven Lions          | 4 | 0 | 4 | .500 | 105 | 124 | W1 |
| Puurs Titans          | 3 | 0 | 5 | .370 | 84  | 218 | L3 |
| Limburg Shotguns      | 2 | 1 | 5 | .310 | 78  | 205 | L2 |
| Izegem Tribes         | 1 | 1 | 6 | .180 | 90  | 204 | L3 |
| Antwerp Diamonds      | 0 | 0 | 8 | .000 | 52  | 265 | L8 |

Legende:
 geplaatst voor de play-offs

## Play-offs
|  | Kwartfinales 8 juni @ Grez-Doiceau and Brussels | Kwartfinales 8 juni @ Grez-Doiceau and Brussels | Kwartfinales 8 juni @ Grez-Doiceau and Brussels |  |  | Halve finales 15 juni @ Ghent and Brussels | Halve finales 15 juni @ Ghent and Brussels | Halve finales 15 juni @ Ghent and Brussels |  |  | Belgian Bowl XXVII 29 juni 2014 @ Izegem | Belgian Bowl XXVII 29 juni 2014 @ Izegem | Belgian Bowl XXVII 29 juni 2014 @ Izegem |
|  |                                                 |                                                 |                                                 |  |  |                                            |                                            |                                            |  |  |                                          |                                          |                                          |
|  |                                                 |                                                 |                                                 |  |  | 1                                          | Ghent Gators                               | 16                                         |  |  |                                          |                                          |                                          |
|  | 2                                               | Grez-Doiceau Fighting Turtles                   | 20                                              |  |  | 2                                          | Ostend Pirates                             | 14                                         |  |  |                                          |                                          |                                          |
|  | 3                                               | Ostend Pirates                                  | 30                                              |  |  |                                            |                                            |                                            |  |  | 1                                        | Ghent Gators                             | 38                                       |
|  |                                                 |                                                 |                                                 |  |  |                                            |                                            |                                            |  |  | 2                                        | Brussels Tigers                          | 0                                        |
|  |                                                 |                                                 |                                                 |  |  | 1                                          | Brussels Tigers                            | 7                                          |  |  |                                          |                                          |                                          |
|  | 2                                               | Brussels Black Angels                           | 51                                              |  |  | 2                                          | Brussels Black Angels                      | 3                                          |  |  |                                          |                                          |                                          |
|  | 3                                               | Liège Monarchs                                  | 12                                              |  |  |                                            |                                            |                                            |  |  |                                          |                                          |                                          |

Belgian Bowl

Gerelateerde onderwerpen: European Federation of American Football (EFAF) · American Football Bond Nederland · Tulip Bowl